# Omiodes anastreptoidis
Omiodes anastreptoidis is een vlinder uit de familie van de grasmotten (Crambidae), uit de onderfamilie van de Spilomelinae. De wetenschappelijke naam van deze soort is voor het eerst voorgesteld door Otto Herman Swezey in een publicatie uit 1913.
De soort komt voor in Hawaii.